# Hudson (Argentina)

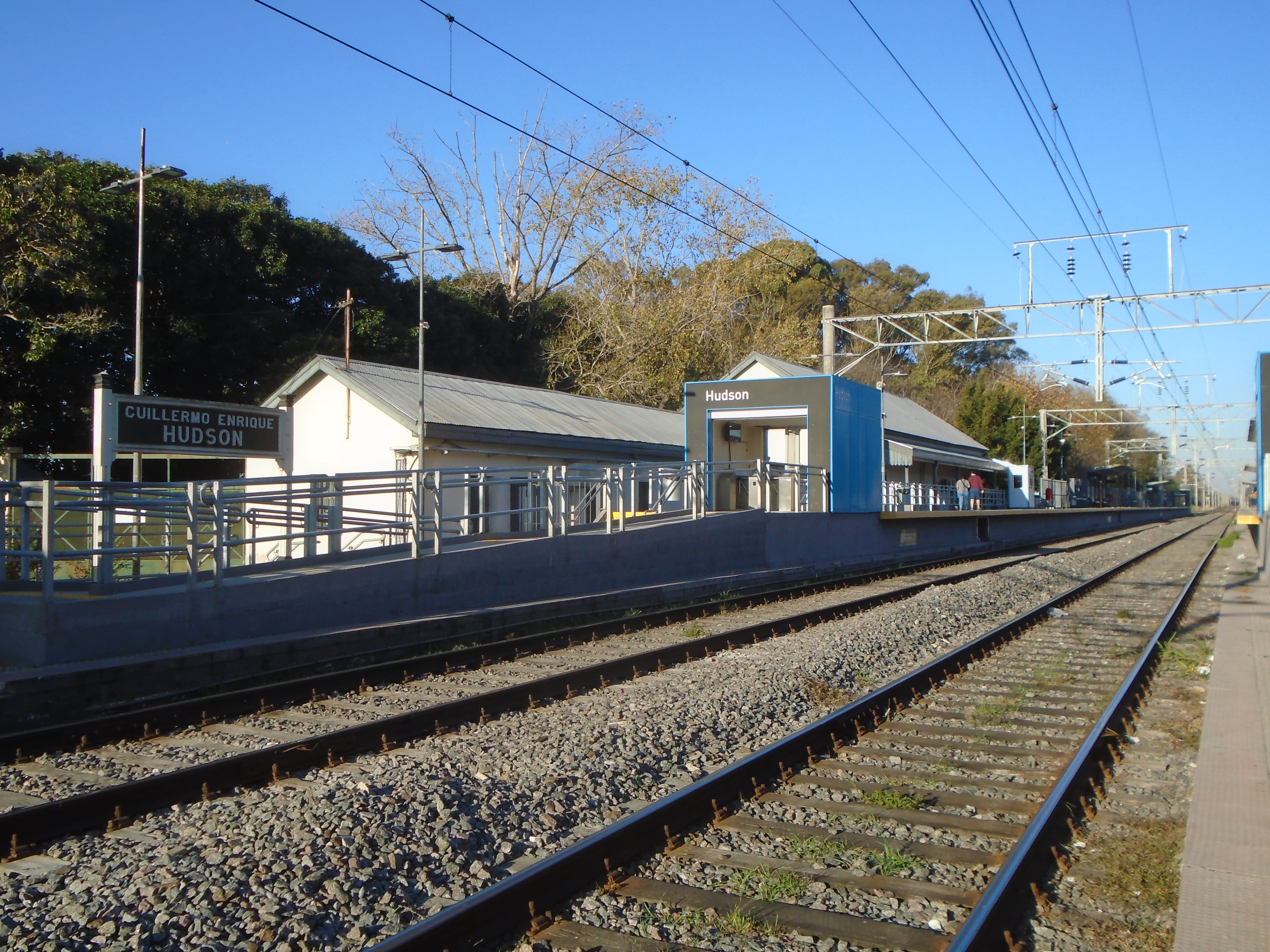
Estación Hudson FFCC Roca (partido de Berazategui).

Guillermo Enrique Hudson es una localidad del partido de Berazategui, en la provincia de Buenos Aires, Argentina. Forma parte del aglomerado urbano del Gran Buenos Aires, en su zona sur.

## Historia
Esta localidad, en el antiguo "Cuartel 6°" de Quilmes, llamada “Conchitas” hasta el 7 de noviembre de 1930, recibió el nombre de "Guillermo Enrique Hudson".
En 1957, se habilitó la Avenida Mitre, con 35 cuadras pavimentadas, que unen Hudson con Plátanos, Berazategui, Ezpeleta y Quilmes. La Av. Mitre forma parte de la Ruta Provincial 18, la cual comienza en Quilmes, hasta el paso a nivel de Calle 55, según Vialidad Provincial.

## Secesión y propuesta de creación de un nuevo partido
Se hicieron reclamos y marchas por la creación de municipios, tanto de Hudson como de "Altos del Tránsito" (Longchamps, Glew y Ministro Rivadavia), Lomas de Zamora (donde existen proyectos para crear Temperley, Banfield y Cuartel IX), Municipio de la Ribera (Lanús y Lomas de Zamora), Gerli (Avellaneda) y Paso del Rey (Moreno). Cada una de esas iniciativas se acompañó de proyectos presentados en la Legislatura y firmados por diputados de distintos bloques.

## Educación
Hudson posee numerosas escuelas públicas y privadas. Entre ellas se encuentran:
| Referencia | Ubicación                                          |
| --- | -------------------------------------------------- |
| Escuela Internacional Del Sur | con acceso directo desde el country Abril          |
| Instituto Privado Mariano Moreno Escuela Primaria N°25 | Barrio Sarmiento Escuela bomberos voluntarios N°43 |
| Escuela Primaria N°48 Escuela Técnica N.º 6 | Barrio César Bustillo                              |
| Escuela Privada San Ignacio De Loyola Escuela Primaria N°11 Escuela Primaria N.º 15 Escuela de Educación Secundaria N.º 24 Escuela de Educación Secundaria N.º 39 | Barrio Pueblo Nuevo                                |
| Escuela Primaria N°39 Escuela de Educación Secundaria N.º 3 | Barrio La Porteña                                  |
| Escuela de Educación Secundaria Técnica N.º 2 Escuela de Educación Secundaria N.º 4 Escuela de Educación Estética N.º 1                                           | Barrio Marítimo                                    |
| Instituto Privado Guillermo Enrique Hudson | Avenida Otto Bemberg                               |
| Escuela N.º 2 | Calle 54                                           |
| Colegio San Ignacio de Loyola | Calle 161                                          |
| Guillermo Enrique Hudson | Calle 153                                          |
| Jardín maternal | Calle 164                                          |

## Barrios
La Ciudad de Hudson se subdivide en barrios que, a pesar de no tener incidencia en la dirección postal, están bien delimitados y sus nombres y ubicación son bien reconocidos en la zona. Los barrios son:
- Villa Matilde, fundado hacia 1890 por Claudio Ruiz en honor a su única hija Matilde, es el más antiguo;
- César Bustillo
- Las Manzanas
- La Porteña
- Pueblo Nuevo
- Sarmiento
- Villa Rial
- Barrio Textil
- Paraje La Loma
- San Marcos
- Barrio Marítimo, centro urbano de gran incidencia en la zona. Posee un tanque de agua construido a mediados del siglo XX con visiones a futuro de satisfacer las necesidades de agua potable; actualmente proporciona al Barrio y los alrededores el agua más potable de la Ciudad. También se destaca la Rotonda de Barrio Marítimo, estructura semicilíndrica que permite la fácil localización. En la misma se desarrollan actividades de Skate, en 2014 se realizó un skate-park, el primero en la Ciudad de Hudson. La avenida 53 (Héroes de Malvinas) es la principal, va de este a oeste y en sus extremos conecta dos de las cuatro entradas al Barrio Marítimo. Las otras son: al norte, Ranelagh, y al Sur, la entrada desde la autopista. Posee además la Biblioteca Fragata Sarmiento, segunda en importancia en todo el Partido de Berazategui, donde se estima hay más de 20000 volúmenes de 30 temas.

La Plaza del barrio es el lugar de juegos de los más chicos, y también cuenta con una vereda ancha para realizar caminatas alrededor. Las calles del barrio, algunas con asfalto en excelente estado, permiten realizar deportes como rolling, longboarding y skating. Las líneas de colectivo que pasan por el Barrio son:
- Línea 129, Ramal 10 "Barrio Marítimo" (Plaza Miserere - Barrio Marítimo)
- Línea 159, Ramal Semi Rápido "Barrio Marítimo" (Correo Central - Barrio Marítimo)
- Línea 159, Ramal L Roja "Pueblo Nuevo" (Correo Central - Pueblo Nuevo)
- Línea 219, Ramal 3 Rojo "El Carmen" (Estación Quilmes - Barrio El Carmen)
- Línea 219, Ramal 3 Negro "Alpargatas" (Estación Quilmes - Rotonda de Gutiérrez)
- Línea 418, Ramal único (Berazategui - La Plata). Ex Línea 129 Ramal 31.
- Línea 603, ramal "1 - Barrio Marítimo - Cruce Varela"
- Línea 619, Ramal "Cruce Varela - El Pato" (ex ramal 1)

Barrios periféricos:
- Río Encantado
- Kennedy Norte
- Kennedy Sur

En el nuevo diseño, a partir de la década de 1990 basado en las antiguas tierras de los Pereyra Iraola, se sumaron de los barrios privados: Country Abril, Bioparque El Carmen; Barrio Privado Fincas de Iraola; Barrio Privado Altos de Hudson I; Barrio Privado Altos de Hudson II; Barrio Privado Fincas de Iraola; Barrio Privado Los Ombúes de Hudson y Barrio Privado Hudson Chico.

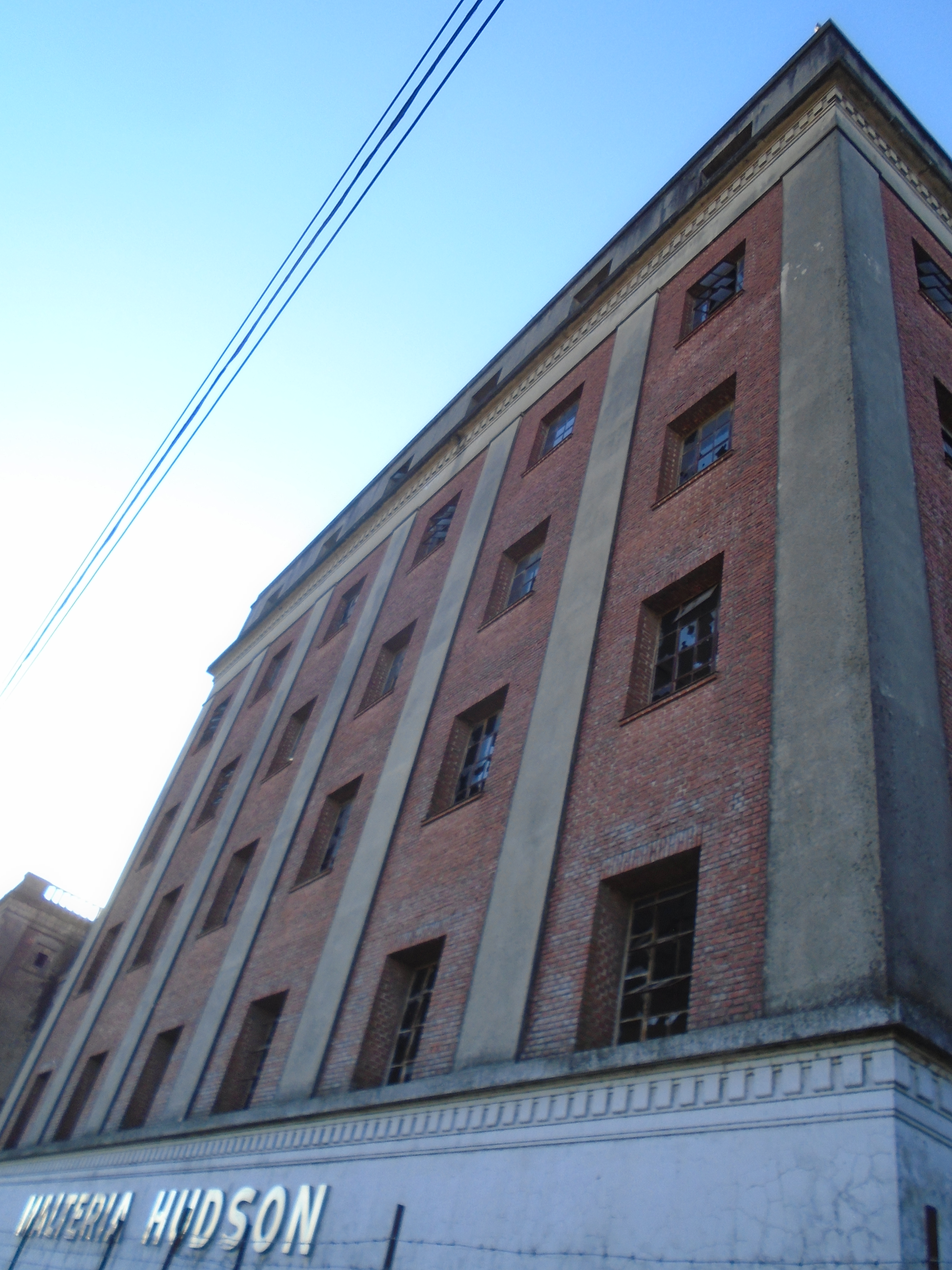
Antiguo edificio de la Maltería Hudson

## Economía

### Maltería Hudson
A principios del siglo XX, se radicó en el pueblo de Conchitas (Hudson), la "Primera Maltería Argentina", llegó a ser el establecimiento más importante de su tipo en Sudamérica.

### Cosecha desábalos
En la costa de Hudson se pescaban sábalos comercializables: 2,7 t hacia 1935, según el historiador quilmeño José Craviotto.

### Agricultura
La ciudad de Hudson mantiene una extensa zona rural de producción hortícola.

## Iglesias
- 1897. 2.ª iglesia más antigua del partido, Santa María de Hudson, donada a la Iglesia católica el 24 de junio y el primer vicario asumió el 30 de noviembre. El templo fue donado por Claudio Ruiz y Alfonso Ayerza. Cuyo arquitecto fue el Sr. Alejandro Bustillo.
- 1998. Se determina como Parroquia la Iglesia "Ntra. Sra. del Milagro" (en honor a nuestra Sra. del Milagro de Salta) en Pueblo Nuevo, de la cual depende la Capilla "San José", de La Porteña.

## Flora y fauna
A través de la gestión del área de Ecología y Ambiente de la Subsecretaría de Cultura y Educación de la Municipalidad de Berazategui y por ordenanza 2131/91 se declaró "Reserva Natural Selva Marginal de Hudson" al área ocupada por dicha reserva de 1600 hectáreas. Se ha realizado, con fines prácticos, una sencilla zonificación de uso del área que consta de una zona central o intangible y un área que la rodea o de amortiguación. Es la selva más austral del mundo.
Dentro de las especies arbóreas más conspicuas de la reserva se pueden contar en primer lugar el árbol que desde 1942 porta la flor nacional argentina, el Ceibo (Erythrina crista-galli); el Chal-chal (Allophylus edulis); el Laurel del Río (Ocotea acutifolia); el Mata-ojo (Pouteria salicifolia); Espina del Bañado (Citharexylum montevidense); el Guayabo (Eugenia uruguensis); entre otros. Crecen también arbolitos que en primavera-verano tienen una gran floración como la (Sesbania punicea).
La cobertura vegetal ofrece condiciones de protección y alimento para numerosas aves, ya sea que aniden allí o que pasen por la zona, destacándose así su valor como reserva.
Hay gran cantidad de insectos; vistosas mariposas, algunas únicas de esta zona. Habitan gatos monteses y, en los cuerpos de agua interiores coipos, (nutrias) y carpinchos. Entre los reptiles se encuentran tortugas acuáticas y lagartos overos.
Se esperan estudios específicos que permitan plantear las posibilidades de su manejo y ofrezcan al público un mayor conocimiento sobre la selva más austral del mundo.

## Misceláneas
- Fue fundada con el nombre de Guillermo Enrique Hudson, el naturalista argentino, naturalizado inglés, que cabalgó por sus pampas.
- El cantante cuartetero Rodrigo Bueno falleció en un accidente automovilístico sobre la Autopista Buenos Aires - La Plata, a la altura del peaje de Berazategui el 24 de junio de 2000.
- La localidad de G. E. Hudson, está conformada por 50.000 personas de diversos ingresos y nivel de vida. En los últimos años, se han afincado familias de clase alta en los countries y barrios privados, entre los que se encuentran el Club El Carmen (localidad de Gutiérrez), junto con el Club de Campo El Pato (primeros barrios cerrados, en la zona sur) y, muy cerca, el Club de Campo Abril, cuyos parajes antiguamente eran de propiedad de la familia Pereyra Iraola; barrios privados como Las Acacias y Los Ombues de Hudson linderos al centro comercial Pampas. Se está construyendo también el Crowne Plaza at Greenville Polo & Resort en la Autopista La Plata Buenos Aires en el km 32.
- La zona ha incrementado su crecimiento en los últimos años debido a la gran cantidad de barrios privados que se construyen. En octubre de 2007, se inauguró un Centro Comercial Hudson con locales de decoración, gastronómicos y tiendas de ropa.

## Parroquias de la Iglesia católica en Hudson
| Diócesis   | Quilmes                                                               |
| ---------- | --------------------------------------------------------------------- |
| Parroquias | Santa María, Nuestra Señora del Buen Aire, Nuestra Señora del Milagro |

## Fuente
- Craviotto, J. A. (1969): Quilmes a través de los años.
- Malpartida, Alejandro Rodolfo. Director del Consejo Editorial del MAE.